# Maarten Maartens
Maarten Maartens, egentligen Jozua Marius Willem van der Poorten Schwartz, född 15 augusti 1858, död 3 augusti 1915, var en nederländsk-brittisk författare.
Maartens debuterade 1889 med berättelsen The sin of Joost Aveling, och skildrade sedan i ett dussintal konstnärligt högtstående romaner och novellsamlingar med fin ironi det holländska köpstadslivet.

## Böcker på svenska
- Joost Avelinghs synd (okänd översättare, Adolf Bonnier, 1894) (The sin of Joost Avelingh)
- Arnout Oostrum: en holländsk berättelse (översättning Ebba Nordenadler, Beijer, 1896) (An old maids love)
- My lady Ingen (översättning Ebba Nordenadler, Beijer, 1897) (My Lady Nobody)
- Friherrinnan Nolla (anonym översättning?, Dagens Nyheters Tryckeri, 1897)
- En smakfråga (översättning Eva Wahlenberg, Vårt hem, 1926)